# جان دایگن
جان دایگن (انگلیسی: John Duigan؛ زادهٔ ۱۹ ژوئن ۱۹۴۹) کارگردان و فیلم‌نامه‌نویس اهل استرالیا است.

## زندگی‌نامه
جان داگان در ۱۹ ژوئن ۱۹۴۹ در انگلستان متولد شد، پدرش استرالیایی بود به همین خاطر در سال ۱۹۶۱ به استرالیا مهاجرت کردند. جان در دانشگاه ملبورن تحصیل کرد و در سال ۱۹۷۳ با مدرک کارشناسی ارشد در فلسفه فارغ‌التحصیل شد. او در سال ۱۹۷۴ شروع به کارگردانی فیلم کرد و اولین فیلمش دهان به دهان (فیلم ۱۹۷۸) توانست برنده جایزه مؤسسه فیلم استرالیا (AFI) شود.

وی پس از کارگردانی چند فیلم در کشورش، فیلمسازی در اروپا و آمریکا را نیز تجربه کرد

## بخشی از فیلم‌شناسی
- خاور دور (۱۹۸۲)
- لاس زدن (۱۹۹۱)
- دریای وسیع ساراگاسو (۱۹۹۳)
- سگ‌های چمن (۱۹۹۷)
- پارانوئید (۲۰۰۰)
- سر در ابرها (۲۰۰۴)